# Geneviève Azam
Pour les articles homonymes, voir Azam.
Geneviève Azam, née en 1953, est une économiste française, maîtresse de conférences en économie et chercheuse à l'université Toulouse-Jean-Jaurès. Elle est par ailleurs militante écologiste et altermondialiste au sein de l'organisation Attac France. Elle participe régulièrement à la chronique « à contre-courant » de l'hebdomadaire Politis. Inspirée notamment des travaux de Karl Polanyi, Simone Weil et Marcel Mauss, elle est la co-autrice d'un « manifeste du convivialisme ».

## Trajectoire
Après avoir obtenu l'agrégation de sciences sociales, Geneviève Azam est devenue enseignante-chercheuse à l'université Toulouse-Jean-Jaurès. Docteur en économie, elle produit dans le cadre du Groupe de recherches socio-économique (GRESOC) une thèse en sciences économiques qu'elle soutient à l'université Toulouse-I-Capitole en 2001 : De l'économie sociale au tiers-secteur : les théories économiques à l’épreuve de la coordination marchande, dont Bernard Maris a été le directeur.

## Recherches en économie
Geneviève Azam est chercheuse dans une équipe d'accueil (EA804) de l'université Toulouse-Jean-Jaurès, le GRESOC (ou Groupe de recherches socio-économiques). Elle y est responsable de l’axe « Anthropologie de l’Économie » depuis septembre 2002.
Ses thèmes de travail portent en premier lieu sur des notions correspondant à des échanges non marchands tels que le don, la confiance et la réciprocité. Ses recherches portent également sur le développement durable, les droits de propriété intellectuelle et la privatisation du vivant,. Elle a ainsi mis en place une série d’échanges universitaires autour du thème « Économie Solidaire-Économie Populaire », avec l’association brésilienne Unitravalho[réf. nécessaire], qui regroupe 86 universités brésiliennes, et l’association Finansol[source insuffisante].

## Activités militantes
Geneviève Azam intervient régulièrement en public à l'invitation de divers organismes,ainsi que sur Radio France. Elle rejoint en 2022 le conseil d'administration de la Fondation Danielle-Mitterrand - France Libertés.

### Altermondialistes
Geneviève Azam a participé à la fondation du comité local Attac de Toulouse dont elle a été présidente de 1999 à 2004. Elle est devenue membre du conseil scientifique d'ATTAC France en 2003. Elle y a monté notamment un groupe de critique des idéologies économiques fondées sur le risque et en est devenue vice-présidente en 2005 (en parallèle à l'époque avec deux autres vice-présidents, Jacques Cossart et Gérard Gourguechon). Elle a animé de nombreuses réunions de critique du projet de Constitution européenne soumis à référendum en France en 2005 et a, en particulier, débattu à Toulouse avec Alain Lipietz, qui défendait le bien-fondé du projet de constitution, lors d'une conférence-débat publique[source insuffisante].
Elle a été élue au conseil d'administration d'Attac en juin 2006 puis, après l'invalidation de cette élection pour fraude, y a été réélue avec le troisième meilleur résultat en décembre 2006. Elle a été réélue membre du conseil d'administration également en 2009, puis en 2013 et est maintenant (juillet 2013) un des cinq porte-parole d'Attac.
Geneviève Azam contribue à animer la commission Écologie-Société d'Attac France, qui cherche à promouvoir des relations entre les mouvements sociaux et les organisations écologiques. De plus, elle est une des animatrices importantes avec Christophe Aguiton et quelques autres, de la Commission internationale d’ATTAC-France.

### Écologistes
Sur le plan écologiste, Geneviève Azam a mené des débats et de nombreuses actions de dénonciation de la culture des OGM en plein champ. Elle a notamment participé à de nombreuses actions soutenant les faucheurs volontaires avec l'association « Alternative en Midi-Pyrénées » en s'appuyant sur ses travaux concernant la privatisation du vivant.
Geneviève Azam est une des animatrices du site alternatif et écologiste « Associations solidaires de l'Yonne (89) ». Elle y publie régulièrement des articles de fond mais aussi des libelles associant féminisme et critique du néolibéralisme.
Engagée sur la question climatique depuis de nombreuses années,, elle soutient en 2018 le collectif européen Pacte Finance Climat, destiné à promouvoir un traité européen en faveur d'un financement pérenne de la transition énergétique et environnementale pour lutter contre le réchauffement climatique. Son approche de la question climatique relie les préoccupations sociales et environnementales.
En 2023, elle fait partie des 20 coprésidents de l'association Association pour la défense des terres, appui financier du mouvement Soulèvements de la Terre, qui expriment leur soutien au collectif d'écologie politique et contestataire menacé de dissolution.

## Publications
- « Économie solidaire quel défi ? », in Économie et humanisme, décembre 1998 - janvier 1999, no 347.
- « La mondialisation et l'économie solidaire », in Mondialisation et modernisation des entreprises : enjeux et trajectoires, 2001, sous la direction de M. Y. Ferfera, M. Benguerna, M.A. Isli, Alger, Casbah Éditions, CREAD,
- « Économie sociale-économie solidaire : continuité ou rupture ? », Économie plurielle, économie solidaire : l'emploi en question, décembre 2001-janvier 2002, Revue Nemesis, 2002, no 3, Presses universitaires de Perpignan
- in Revue du MAUSS, deux articles dans le numéro spécial « L’alter-économie » de mai 2003 :
  1. « Pour une pensée de la limite : l'exemple de la privatisation du vivant »
  2. « Économie sociale, tiers secteur, économie solidaire : quelles frontières ? »
- « Construire un monde écologique et solidaire » (avec Jean-Marie Harribey et Dominique Plihon), in Économie politique, no 34, 2007/2
- Le temps du monde fini, vers l’après capitalisme, Les liens qui libèrent, 2010
- Altergouvernement, ouvrage collectif avec Paul Ariès, Marc Dufumier, Marie Duru-Bellat, Claude Egullion, Jean-Baptiste Eyraud, Susan George, Jean-Marie Harribey, Franck Lepage, Philippe Leymarie, Laurent Mucchielli, Aline Pailler, Nathalie Péré-Marzano, Fabien Piasecki, Michel Pinçon, Monique Pinçon-Charlot, Clarisse Taron, et Jacques Testart, Éditions Le Muscadier, 2012  (ISBN 9-791090-68-8)
- Osons rester humain : les impasses de la toute puissance, Les liens qui libèrent, 2015[22]
- Simone Weil ou L'expérience de la nécessité (avec Françoise Valon), Éditions Le passager clandestin, coll. « Les précurseurs de la décroissance », 2016[23].
- Lettre à la Terre : et la Terre répond, Éditions du Seuil, coll. « Anthropocène », 2019[24]

Nombreux articles de la chronique « À contre-courant » dans Politis